# Хирівська ратуша
Хи́рівська ра́туша — ратуша, розташована поруч з центральною площею міста Хирів Самбірського району, Львівської області, на вул. В. Стуса, 24. 
Ратуша з'явилася 2014 року, коли на двоповерховому будинку, який уже існував, побудували невелику чотирикутну вежу зі шпилястим дахом. На вежі вмонтовано годинник, а на даху — флюгер з гербом міста. У приміщенні ратуші розташовані різні установи. 
З історичних джерел відомо, що до Першої світової війни в Хирові була невелика ратуша, проте після Другої світової війни її вже не існувало. Достовірних відомостей про історію старої ратуші поки що не знайдено. 
Щогодини з вежі ратуші лунають різні мелодії та відбивки часу. О 12:00 лунає гімн України. 

## Фотографії

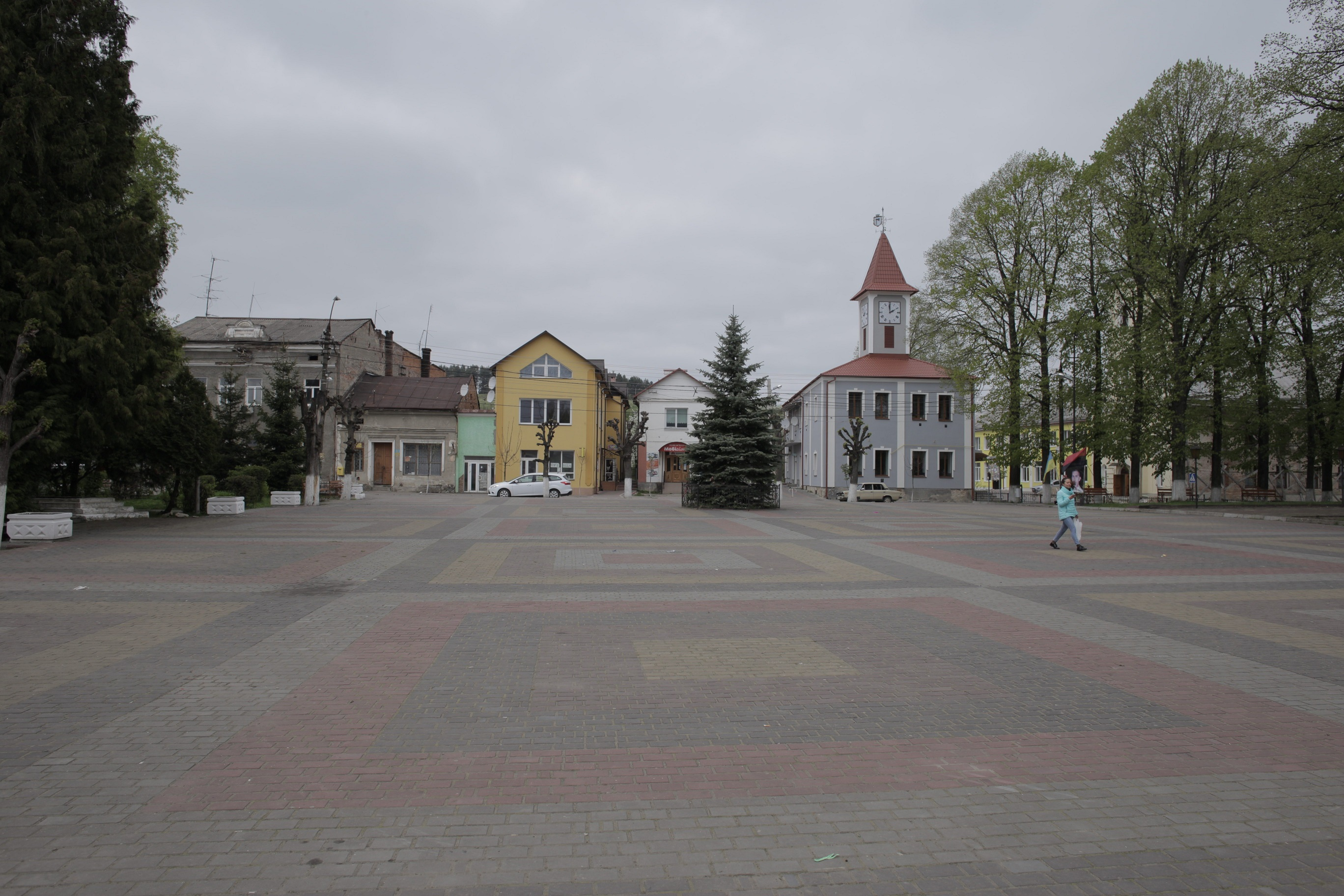
Центральна площа і ратуша
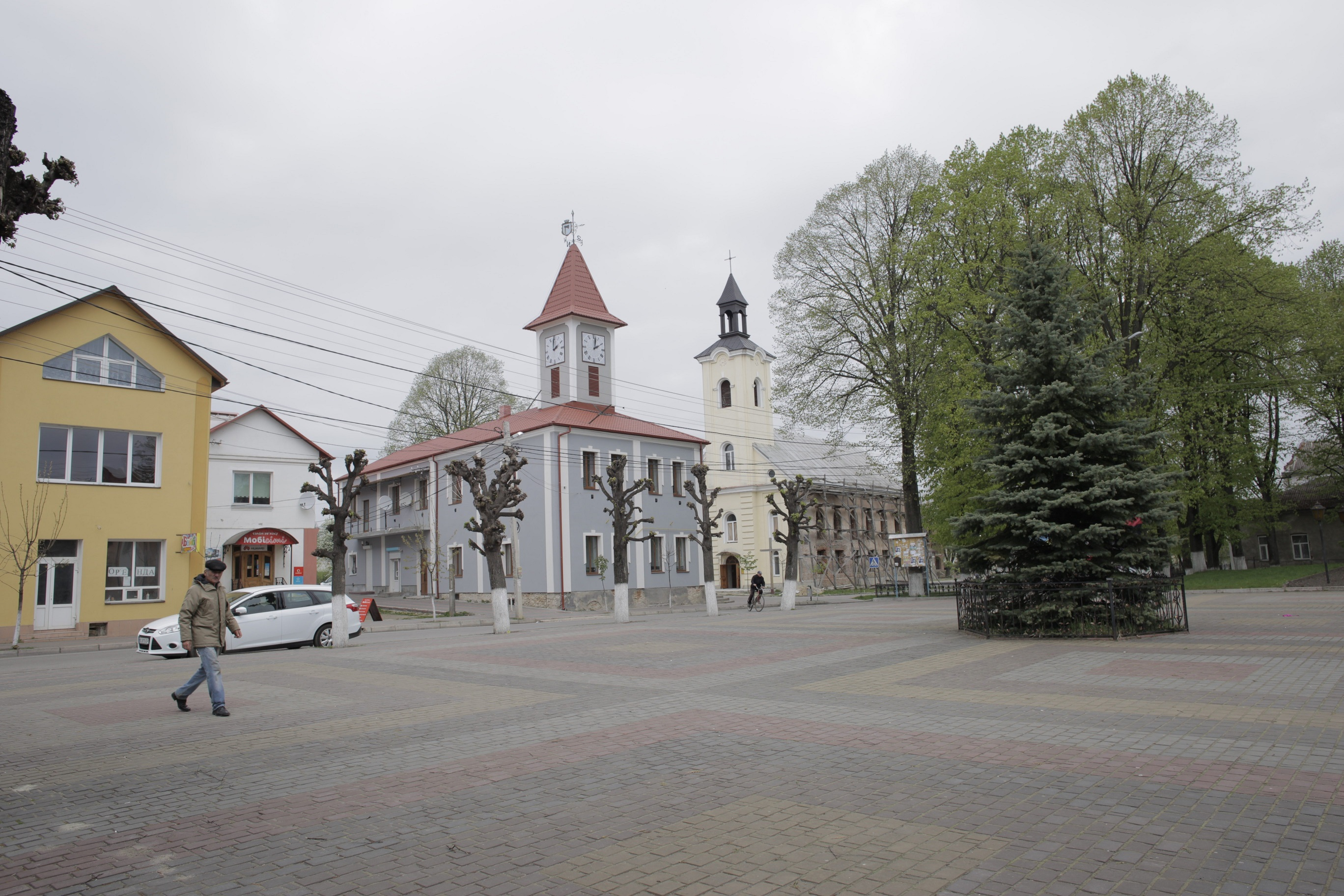
Вигляд з центральної площі